# Anarhizam u Hrvatskoj
Anarhistička ideja u Hrvatskoj javlja se u kasnom 19. stoljeću unutar socijalističkog radničkog pokreta kao i u ostalim europskim zemljama. Povijest anarhizma u Hrvatskoj do sada je tek djelomično historiografski obrađena.

## Pregled povijesti anarhizma u Hrvatskoj od kraja 19. do sredine 20. stoljeća u međunarodnom kontekstu[1]
- 1840. Francuski autor Pierre-Joseph Proudhon objavljuje tekst Što je vlasništvo? (Qu'est-ce que la propriét?) te se prvi proziva anarhistom.

- 1848. Održan kongres slavenskih naroda u Pragu, od 2. do 12. lipnja. Mihail Bakunjin, poznati ruski anarhist koji je isprva zagovarao panslavizam, poziva južne Slavene, a među njima i Hrvate, na jedinstvo i borbu protiv ruskog carizma i rastućeg njemačkog nacionalizma.

- 1867. U Osijeku osnovano prvo radničko društvo na području bivše Jugoslavije.

- 1868. Hrvatsko-ugarska nagodba i početak značajnije industrijalizacije Hrvatske.

- 1869. Prvi štrajkovi u Osijeku i Rijeci.

- 1869/1870. Sumnje u osnivanje podružnice Prve Internacionale u Osijeku.

- 1871. Pariška komuna, od ožujka do svibnja, i osuda hrvatskog tiska te pojedine simbolične akcije solidarnosti s komunarima.

- 1872. Štrajk zagrebačkih tipografa predvođen Dragutinom Khaleom.

- 1873. U Zagrebu osnovano prvo radničko društvo.

- 1874. Pokrenut Radnički prijatelj (Der Arbeiterfreund), list putem kojeg hrvatsko radništvo izražava svoje najranije zahtjeve.

- 1874. – 1884. Djelovanje Socijaldemokratske partije Austrije, odnosno njezine anarhističke frakcije čiji se utjecaj širi i na Hrvatsku.

- 1875. U Zagrebu održana prva radnička skupština na kojoj je prisustvovalo tristotinjak ljudi.

- 1880. Poziv na osnivanje internacionalne komune u Osijeku.

- 1884. Sudski procesi protiv zagrebačkih anarhista. Ban Khuen-Héderváry započinje s intenzivnim progonom socijalista.

- 1885. U Osijeku priveden radnik Ignjat Graff, optužen za anarhističku agitaciju. Zaplijenjeno nekoliko brojeva lista Freiheit.

- 1887. U Dubrovniku počinje izlaziti list Radnik.

- 1890. Zagrebački radnici po prvi put proslavili Praznik rada.

- 1894. Osijek posjećuje mađarski anarhist Henrik Wieneke, a u gradu je aktivan i tipograf Spehn koji je u kontaktu s anarhistima iz ostatka Europe. Gradonačelnik Osijeka Rotter izražava strah od anarhističke „propagande djelom“.

- 1895. Upozorenje Khuenove administracije o širenju anarhističkih nazora među državnim činovnicima i domobranima.

- 1898. Talijanski anarhist Luigi Lucheni ubio Elizabetu Austrijsku, ugarsko-hrvatsku kraljicu. U Zadru počinje izlaziti dvojezični list Socijalista (Il Socialista), a u Splitu boravi talijanski anarhist Attilio Pieroni. Iste godine etnomuzikolog iz Osijeka Franjo Kuhač objavljuje tekst Anarkija u hrvatskoj književnosti i umjetnosti, oštro kritizirajući nove umjetničke pravce, a naročito pojavu secesije u Hrvatskoj. Vlasti tada upućuju na utjecaje srpskih anarhista u ovim krajevima.

- 1899. Antun Gustav Matoš dolazi u Pariz gdje upoznaje brojne anarhiste o kojima piše i objavljuje tekstove.

- 1900. Štrajk 600 radnika koji su sudjelovali u izgradnji željeznice Dubrovnik-Čapljina. Iz Rijeke je prognan francuski anarhist Joseph Signac, dok Banskom Hrvatskom kruže potjernice za talijanskim anarhistima povezanima s atentatom na kralja Umberta I.

- 1901. Objavljena tjeralica za pet talijanskih te dvadesetak anarhista odbjeglih iz njemačkih krajeva.
- 1902. Uhićenje dvojice hrvatskih anarhista kojima se sudi u Osijeku. Gradske vlasti iz Padove riječkom guverneru šalju dopis da se anarhisti nalaze na području Trsta, Istre i Rijeke „s očitom nakanom da šire strah i trepet“.
- 1903. Privođenje nekoliko pulskih anarhista uz zapljenu nedozvoljenog tiska.
- 1904. Prosvjed petnaestak anarhista u Puli.
- 1905. Parole o klasnoj borbi postaju sve učestalije, u Osijeku izbija generalni štrajk, prvi takve vrste u hrvatskoj povijesti.
- 1907. Tršćanski anarhistički list Germinal Split opisuje kao grad oživljen „grupom mladih buntovnika, slobodara“. Policija ubrzo započinje s uhićenjima splitskih anarhista. Iste godine u Slavonskom Brodu organiziran generalni štrajk gdje Miloš Krpan propagira anarhosindikalističke ideje. Hrvatsko-srpska koalicija legalizira sindikate.
- 1909. Miloš Krpan, radnički aktivist i anarhist iz Broda na Savi, upućuje poziv bečkim anarhistima na osnivanje komune u okolici Slavonskog Broda. Splićani organiziraju demonstracije povodom ubojstva španjolskog anarhista i pedagoga Francisca Ferrera. Osječki anarhist Ivan Zepp u Beču upoznaje utjecajnog austrijskog anarhista, Rudolfa Grossmanna.
- 1910. Pjesnik Janko Polić Kamov, simpatizer anarhizma, umire u Barceloni. "Slozi", bečkom udruženju za uzajamnu pomoć južnoslavenskih radnika, pristupaju anarhosindikalisti koji ubrzo bivaju izbačeni iz društva.
- 1911. Šibenčanin Nikola Njeguš Vavrak u bečkom parlamentu iz revolvera puca na ministra pravde Hochenburgera.
- 1912. U Splitu osnovan nogometni klub Anarh. Luka Jukić izvršio neuspjeli atentat na bana Slavka Cuvaja.
- 1914. Početak Prvog svjetskog rata.
- 1917. Stjepan Fabijanović, pekar i anarhist iz Hrvatske koji je krajem 19. stoljeća emigrirao u SAD, objavljuje knjigu The Idle and Untimeous Observer, svojevrsnu kolekciju različitih eseja.
- 1918. Sedmodnevni generalni štrajk u Puli. Revolucionarni proglasi Karla Liebknechta šire se Zagrebom. Uz jačanje "zelenog kadra" i kraj rata, vlasti pišu o sveopćoj anarhiji. A. B. Šimić objavljuje esej Anarhija u umjetnosti.
- 1919. Zabilježeno gotovo 12.000 sindikalno organiziranih radnika u Puli.
- 1920. Pulski anarhisti navodno planirali atentat na Mussolinija. Iste godine vlada Kraljevine Srba, Hrvata i Slovenaca izdaje Obznanu čime izvan zakona stavlja djelovanje svih socijalističkih organizacija. U Zagrebu izbija generalni štrajk.
- 1920. – 1922. U Puli zabilježeno oko 400 pretplatnika anarhističkog časopisa Umanità Nova. Dolazi do neslaganja pulskih anarhosindikalista i anarhoindividualista.
- 1921. Štrajk labinskih rudara, od 2. ožujka do 8. travnja, kojemu su prethodila anarhistička zauzimanja tvornica u Italiji godinu dana ranije.
- 1924. Stjepan Fabijanović i Max Nettlau, najznačajniji povjesničar anarhističkog pokreta, razmjenjuju prva pisma.
- 1927. Hrvatski dnevni tisak izvještava o sudskom procesu protiv talijanskih anarhista Sacca i Vanzettija, kao i o njihovoj egzekuciji.
- 1931. Umire Miloš Krpan.
- 1933. Umire Stjepan Fabijanović.
- 1936. – 1939. U Španjolskom građanskom ratu sudjeluju anarhisti iz Hrvatske, a naročito oni iz Istre i Dalmacije.

## Hrvatski anarhisti krajem 19. i početkom 20. stoljeća
- Miloš Krpan (1862.–1931.), učitelj i osnivač prve anarhističke komune u hrvatskoj povijesti.
- Stjepan i Hermina Fabijanović (1924. godina, Los Angeles).
- Ivan Zepp (1889. – 1967.), prema Lavoslavu Krausu, kroničaru radničkog pokreta, "posljednji osječki anarhist".
- Nikola Turčinović (1911.–1973.), rovinjski anarhist i borac u Španjolskom građanskom ratu.

## Drugi svjetski rat
Za vrijeme Drugog svjetskog rata postojala je anarhistička partizanska jedinica nastala u okolici Rovinja. Nakon rata, komunistička vlast je odala priznanje anarhističkim borcima, iako uz određenu suzdržanost iz ideoloških razloga.

## Hrvatska u socijalističkoj Jugoslaviji
Po završetku Drugog svjetskog rata, anarhistički pokret u Hrvatskoj je zamro zbog partijske represije. Maleni je uzlet imao tek tijekom studentskih prosvjeda 1968. godine u Beogradu i Zagrebu.
Osamdesetih godina 20. stoljeća u Zagrebu nastaje, najprije bezimena, grupa anarhističkih tendencija koja kasnije mijenja nekoliko imena - Train Toilet Band, Svarun i na kraju Autonomija. Aktivnosti te grupe su se ograničavale na performanse i male demonstracije, primjerice tzv. "Prazne demonstracije" na kojima su članovi grupe ismijavali politiku održavajući "prazne govore" (govornik nije ništa izgovarao) i dijeleći prazne letke. Grupa se raspada početkom devedesetih.

## Osamostaljena Hrvatska
1991. godine u Zagrebu nastaje Z.A.P.O. - Zagrebačka anarho-pacifistička organizacija. Organizacija je nastala spontano i to u trenucima početka Domovinskog rata. Prva manifestacija Z.A.P.O.-a je antiratna manifestacija održana u proljeće 1991.
Početkom rata smanjuje se opseg djelatnosti organizacije, a dio članova 1992. prelazi u mrežu Antiratne kampanje Hrvatske. Te godine počinje izlaziti i magazin Comunitas te biltene Nećemo i nedamo i njegovu englesku verziju Zaginflatch čija je svrha bila izvještavanje o događajima s prostora bivše SFRJ, što je u ratno doba bilo otežano kroz mainstream medije.
Godine 1994. Z.A.P.O. mijenja ime u Z.A.P - Zagrebački anarhistički pokret, ali se 2001. gasi.

## 21. stoljeće
Anfema (Anarhofeministička akcija) nastala je 31. listopada 1999. u Zagrebu, simbolički na Noć vještica.
Anfema je svojim nastankom pojačala problematiziranje pitanja žena u anarhističkom pokretu te stvorila alternativnu feminističku scenu, jer su članice grupe ustvrdile da se u institucionaliziranim feminističkim udrugama još uvijek previše odnosa bazira na hijerarhiji i dominaciji, samo bez muškaraca.
Početkom 2000. godine objavljuju prvi broj časopisa WOMB (eng. womb = rodnica). Osnovne djelatnosti grupe su bile organiziranje radionica i informiranje građanstva o problemima žena u društvu.
Krajem 1990-ih u Zagrebu se pokreće Kolektiv Hrana, a ne oružje (Food Not Bombs) koji je prvotno nastao u Bostonu ranih 1980-ih kao anti-nuklearni pokret. Danas je to jedan od najbrže rastućih kolektiva u svijetu i broji mnoge autonomne zajednice. U Hrvatskoj su kolektivi pokretani u Osijeku, Splitu, Rijeci, Slavonskom Brodu, Karlovcu i Zagrebu. Filozofija kolektiva se bazira na anarhizmu, te u svojim direktnim akcijama sakupljanja odbačene hrane, recikliranja i dijeljenja, predstavlja anarhizam u praksi koji se temelji na solidarnosti, samoorganizaciji i pravilnoj raspodjeli. Aktivisti i aktivistkinje svojim akcijama ukazuju na krizu vrijednosti u svijetu, te na činjenicu da je siromaštvo - oblik nasilja, nastalo kao rezultat nepravilne politike države koja je vođena iskrivljenim prioritetima.
U Zadru je krajem 2001. osnovan "Z.A.F." - Zadarski anarhistički front, ali u početku pod nazivom Zadarska inicijativa protiv ekonomske globalizacije (ZAPEG). Izdavali su list Solidarnost i sloboda.
Otprilike istovremeno, u Rijeci je osnovana Riječka anarhistička inicijativa, kao interesna skupina okupljena oko prosvjeda protiv postavljanja radara na Učku. Kasnije je sudjelovala i u drugim prosvjedima, npr. onima protiv NATO-a.
Najmlađa, ali i najorganiziranija anarhistička organizacija u Hrvatskoj je Mreža anarhosindikalista i anarhosindikalistkinja (MASA), nastala 12. travnja 2008. godine u Zadru na 1. kongresu MASA-e.
MASA se temelji na anarho-sindikalizmu - osnivanju sindikata bez hijerarhijske strukture.
Organizacija za sada ima ogranke u Zagrebu i Splitu te lokalne kontakte u još nekim gradovima.
Od 01.7.2013. "riječki ogranak" Mreže anarho-sindikalista izlazi iz navedene organizacije, mijenjajući svoje ime u Mreža anarhista Rijeka (MASA Rijeka). Razloge izlaska iz MASA-e navode u svome priopćenju "Kraj jedne faze djelovanja riječke grupe" u kojem između ostaloga navode: "Danas možemo i javno reći kako smo u praksi odavno napustili organizacijske okvire Mreže anarho-sindikalista, djelujući kao autonomna ideološka grupa socijalnih anarhista, koja nastoji vlastitim primjerom i argumentiranjem utjecati na šire društvene slojeve".
Od 20. do 22. lipnja 2014. održan je u Sloveniji VI. Kongres Federacije za anarhistično organiziranje (FAO, Slovenija) na kojem je Mreža anarhista Rijeka (MASA Rijeka, nekadašnja članica Mreže anarhosindikalista) postala punopravna članica, istovremeno postajući i članica Internacionale Anarhističkih Federacija (IAF-IFA). U siječnju 2017. na regularnom sastanku anarhističke federacije FAO (Slovenija & Hrvatska) grupa potvrđuje svoje planove i prve korake za operativnošću kao Mreža anarhista u Istri i na Kvarneru, čime postaje regionalna mreža ostajući članica FAO-IFA.